# Campeonato da Oceania Juvenil de Atletismo de 2015
O Campeonato da Oceania Juvenil de Atletismo de 2015 foi a 13ª edição da competição organizada pela Associação de Atletismo da Oceania para atletas com menos de 18 anos, classificados como juvenil. O campeonato foi realizado em conjunto com o Campeonato da Oceania de Atletismo de 2015 entre os dias 8 a 10 de maio de 2015.  Teve como sede o Barlow Park, na cidade de Cairns, na Austrália. Inicialmente, foram agendados um total de 44 eventos.  No entanto, os resultados para o salto com vara feminino e o revezamento misto de 800m medley não puderam ser realizados. Provavelmente, os eventos foram cancelados, resultando em um total de 42 eventos contestados, 22 masculino e 20 por feminino. Foram fornecidos relatórios detalhados diariamente. 

## Medalhistas
Os resultados completos podem ser encontrados nos sites da Associação de Atletismo da Oceania. 

### Masculino
| Evento                      | Ouro                                                                        | Ouro     | Prata                                                                              | Prata    | Bronze                                                                       | Bronze   |
| --------------------------- | --------------------------------------------------------------------------- | -------- | ---------------------------------------------------------------------------------- | -------- | ---------------------------------------------------------------------------- | -------- |
| 100 metros                  | Brandon Herrigan · Austrália                                                | 10.71    | Johnathon Taylor · Austrália                                                       | 11.00    | Jarvis Hansen · Nova Zelândia                                                | 11.12    |
| 200 metros                  | Brandon Herrigan · Austrália                                                | 21.71    | Johnathon Taylor · Austrália                                                       | 21.95    | Shane Tuvusa · Fiji                                                          | 22.22    |
| 400 metros                  | Shane Tuvusa · Fiji                                                         | 49.52    | Ben Mackay · Austrália                                                             | 49.91    | Josiah McCarthy / Norte da Austrália                                         | 52.90    |
| 800 metros                  | James Uhlenberg · Nova Zelândia                                             | 1:59.47  | Blair Pennell · Nova Zelândia                                                      | 2:00.09  | Jade Bidgood / Norte da Austrália                                            | 2:00.38  |
| 1 500 metros                | James Uhlenberg · Nova Zelândia                                             | 4:05.90  | Blair Pennell · Nova Zelândia                                                      | 4:10.43  | Jade Bidgood / Norte da Austrália                                            | 4:12.67  |
| 3 000 metros                | Joshua Torley · Austrália                                                   | 8:54.84  | James Uhlenberg · Nova Zelândia                                                    | 8:56.95  | Liam Cullen · Nova Zelândia                                                  | 9:39.30  |
| 5 km marcha atlética        | Luke McCutcheon · Austrália                                                 | 24:08.84 |                                                                                    |          |                                                                              |          |
| 110 metros barreiras        | Brandon Herrigan · Austrália                                                | 13.84    | Jarrod Twigg · Austrália                                                           | 14.20    | Sitiveni Sulunga · Tonga                                                     | 14.42    |
| 400 metros barreiras        | Ben Mackay · Austrália                                                      | 54.90    | Matthew Harcourt · Austrália                                                       | 55.15    | Sam Richardson · Austrália                                                   | 58.29    |
| 2.000 metros com obstáculos | Blair Pennell · Nova Zelândia                                               | 6:25.14  | Liam Cullen · Nova Zelândia                                                        | 6:59.25  | Matthew Macguire / Norte da Austrália                                        | 7:56.60  |
| 4×100 metros estafetas      | Austrália · Ben Mackay · Johnathon Taylor · Brandon Herrigan · Jarrod Twigg | 42.47    | Nova Zelândia · Arnold Fage · Jarvis Hansen · Christopher Goodwin · Javon McCallum | 43.85    | / Norte da Austrália Jake Doran Ashley Brooke Connor Tansley Maximilian Graf | 46.85    |
| 4×400 metros estafetas      | Austrália · Sam Richardson · Luke McCutcheon · Matthew Hosie · Ben Mackay   | 3:32.52  | Nova Zelândia · Javon McCallum · Jarvis Hansen · Blair Pennell · Ben Collerton     | 3:32.90  | / Norte da Austrália Josiah McCarthy Jake Doran Maximilian Graf Jade Bidgood | 3:37.87  |
| Salto em altura             | John Dodds / Norte da Austrália                                             | 2.06m    | Brenton Foster / Norte da Austrália                                                | 2.00m    | Teuraiterai Tupaia · Polinésia Francesa                                      | 1.94m    |
| Salto com vara              | Jack Stolarski · Austrália                                                  | 4.30m    | Reggie Taumaa · Polinésia Francesa                                                 | 3.20m    |                                                                              |          |
| Salto em comprimento        | Taurere Teganahau · Polinésia Francesa                                      | 6.91m w  | Christopher Goodwin · Nova Zelândia                                                | 6.83m w  | Arnold Fage · Nova Zelândia                                                  | 6.37m    |
| Salto triplo                | Jack Stolarski · Austrália                                                  | 13.88m w | Arnold Fage · Nova Zelândia                                                        | 13.30m w | Johnny Quitugua · Guam                                                       | 12.55m w |
| Arremesso de peso           | Raiarii Thompson · Polinésia Francesa                                       | 15.89m   | Timothy Ford · Austrália                                                           | 15.47m   | Nathaniel Mommers · Austrália                                                | 15.27m   |
| Lançamento de disco         | Jack Bannister · Austrália                                                  | 50.17m   | Timothy Ford · Austrália                                                           | 46.95m   | Jean Marc Tafilagi · Nova Caledônia                                          | 46.39m   |
| Lançamento do martelo       | Nathaniel Mommers · Austrália                                               | 54.39m   | Jack Bannister · Austrália                                                         | 53.62m   | Caleb Moore · Nova Zelândia                                                  | 47.77m   |
| Lançamento do dardo         | Teuraiterai Tupaia · Polinésia Francesa                                     | 59.93m   | Mahio Patu · Polinésia Francesa                                                    | 54.79m   | Donavin Ada · Marianas Setentrionais                                         | 41.02m   |
| Octatlo                     | Matthew Hosie · Austrália                                                   | 5647     | Ben Collerton · Nova Zelândia                                                      | 5636     | Connor Tansley / Norte da Austrália                                          | 3187     |
| Decatlo                     | Theo Watson / Norte da Austrália                                            | 6062     |                                                                                    |          |                                                                              |          |

### Feminino
| Evento                      | Ouro                                                                            | Ouro                    | Prata                                                                                | Prata                   | Bronze                                                                             | Bronze                  |
| --------------------------- | ------------------------------------------------------------------------------- | ----------------------- | ------------------------------------------------------------------------------------ | ----------------------- | ---------------------------------------------------------------------------------- | ----------------------- |
| 100 metros                  | Olivia Eaton · Nova Zelândia                                                    | 12.20                   | Shannon Reynolds / Norte da Austrália                                                | 12.31                   | Miriam Peni · Papua-Nova Guiné                                                     | 12.43                   |
| 200 metros                  | Olivia Eaton · Nova Zelândia                                                    | 24.48                   | Shannon Reynolds / Norte da Austrália                                                | 25.02                   | Hayley Heel · Austrália                                                            | 25.06                   |
| 400 metros                  | Amanda Fitisenamu · Nova Zelândia                                               | 56.85                   | Caroline Higham · Austrália                                                          | 57.14                   | Hannah Schlecht · Austrália                                                        | 57.78                   |
| 800 metros                  | Montanna McAvoy / Norte da Austrália                                            | 2:19.11                 | Maxine Paholek · Austrália                                                           | 2:20.88                 | Tahryn Kellie / Norte da Austrália                                                 | 2:31.53                 |
| 1 500 metros                | Montanna McAvoy / Norte da Austrália                                            | 4:44.59                 | Clio Ozanne-Jaques / Norte da Austrália                                              | 4:51.49                 |                                                                                    |                         |
| 3 000 metros                | Clio Ozanne-Jaques / Norte da Austrália                                         | 10:35.29                | Emma Henderson / Norte da Austrália                                                  | 12:31.38                |                                                                                    |                         |
| 5 km marcha atlética        | Tahlia Hunt · Austrália                                                         | 27:41.19                | Jessica Grech / Norte da Austrália                                                   | 39:40.90                |                                                                                    |                         |
| 100 metros barreiras        | Karina Brown · Austrália                                                        | 14.34 w                 | Samantha Johnson · Austrália                                                         | 14.59 w                 | Emily Bass · Austrália                                                             | 14.71 w                 |
| 400 metros barreiras        | Emily Bass · Austrália                                                          | 64.69                   | Nicola Bowtell · Austrália                                                           | 67.84                   |                                                                                    |                         |
| 2.000 metros com obstáculos | Rama Kumilgo · Papua-Nova Guiné                                                 | 7:13.18                 | Maxine Paholek · Austrália                                                           | 7:15.30                 |                                                                                    |                         |
| 4×100 metros estafetas      | Austrália · Katie Colebourne · Emily Bass · Samantha Johnson · Hayley Heel      | 49.15                   | Nova Zelândia · Olivia Eaton · Ashleigh Bennett · Atipa Mabonga · Emma Hopcroft      | 49.38                   | / Norte da Austrália Bridget Seymour-Jones Kayla Horne Tayla King Shannon Reynolds | 50.17                   |
| 4×400 metros estafetas      | Austrália · Nicola Bowtell · Maxine Paholek · Hannah Schlecht · Caroline Higham | 4:01.89                 | Nova Zelândia · Atipa Mabonga · Ashleigh Bennett · Amanda Fitisenamu · Emma Hopcroft | 4:13.08                 | / Norte da Austrália Lacey Taylor Shannon Reynolds Kayla Horne Montanna McAvoy     | 4:14.57                 |
| Salto em altura             | Kimberley Jenner / Norte da Austrália                                           | 1.76m                   | Emma Meyer · Austrália                                                               | 1.65m                   | Grace-Kelly Davidson / Norte da Austrália                                          | 1.60m                   |
| Salto com vara              | Provavelmente cancelado                                                         | Provavelmente cancelado | Provavelmente cancelado                                                              | Provavelmente cancelado | Provavelmente cancelado                                                            | Provavelmente cancelado |
| Salto em comprimento        | Atipa Mabonga · Nova Zelândia                                                   | 5.87m w                 | Ashleigh Bennett · Nova Zelândia                                                     | 5.57m                   | Emma Hopcroft · Nova Zelândia                                                      | 5.56m w                 |
| Salto triplo                | Mikaela Bretz · Austrália                                                       | 12.41m                  | Taaliyah Markos / Norte da Austrália                                                 | 11.52m                  |                                                                                    |                         |
| Arremesso de peso           | Julia Bourke · Austrália                                                        | 15.56m                  | Zoe Henare / Norte da Austrália                                                      | 14.02m                  | Alexandra Worth / Norte da Austrália                                               | 12.33m                  |
| Lançamento de disco         | Alexandra Worth / Norte da Austrália                                            | 40.95m                  | Rhiann Cull / Norte da Austrália                                                     | 32.51m                  | Luciendra Truques · Nova Caledônia                                                 | 30.98m                  |
| Lançamento do martelo       | Emma Keleher · Austrália                                                        | 55.45m                  | Emily Rotunno · Austrália                                                            | 53.71m                  | Jennifer Moss / Norte da Austrália                                                 | 45.14m                  |
| Lançamento do dardo         | Tianah List · Austrália                                                         | 47.30m                  | Gwoelani Patu · Polinésia Francesa                                                   | 40.97m                  | Zoe Henare / Norte da Austrália                                                    | 37.76m                  |
| Heptatlo                    | Rebekah Gleeson-Cherry / Norte da Austrália                                     | 3179                    |                                                                                      |                         |                                                                                    |                         |

### Misto
| Evento                   | Ouro                    | Ouro                    | Prata                   | Prata                   | Bronze                  | Bronze                  |
| ------------------------ | ----------------------- | ----------------------- | ----------------------- | ----------------------- | ----------------------- | ----------------------- |
| Revezamento medley 800 m | Provavelmente cancelado | Provavelmente cancelado | Provavelmente cancelado | Provavelmente cancelado | Provavelmente cancelado | Provavelmente cancelado |

## Quadro de medalhas (não oficial)
| Ordem | País                   | Medalha de ouro | Medalha de prata | Medalha de bronze | Total |
| ----- | ---------------------- | --------------- | ---------------- | ----------------- | ----- |
| 1     | Austrália              | 22              | 15               | 6                 | 43    |
| 2     | / Norte da Austrália   | 8               | 8                | 15                | 31    |
| 3     | Nova Zelândia          | 7               | 12               | 5                 | 24    |
| 4     | Polinésia Francesa     | 3               | 3                | 1                 | 7     |
| 5     | Fiji                   | 1               | 0                | 1                 | 2     |
| 5     | Papua-Nova Guiné       | 1               | 0                | 1                 | 2     |
| 7     | Nova Caledônia         | 0               | 0                | 2                 | 2     |
| 8     | Guam                   | 0               | 0                | 1                 | 1     |
| 8     | Marianas Setentrionais | 0               | 0                | 1                 | 1     |
| 8     | Tonga                  | 0               | 0                | 1                 | 1     |
| Total | Total                  | 42              | 38               | 34                | 114   |

## Participantes (não oficial)
Segundo uma contagem não oficial, 127 atletas de 16 países e territórios participaram. Como nos anos anteriores, havia também uma "Equipe Regional da Austrália" no norte da Austrália (apelidada de "RAT" na lista de resultados).
| - Samoa Americana (4) - Austrália (29) - Ilhas Cook (4) - Fiji (1) - Polinésia Francesa (10) - Guam (3) | - Ilhas Marshall (2) - Estados Federados da Micronésia (2) - Nova Caledônia (2) - Nova Zelândia (18) - / Norte da Austrália (39) - Marianas Setentrionais (4) | - Papua-Nova Guiné (2) - Samoa (2) - Tonga (3) - Vanuatu (2) |